# Paul Stanke

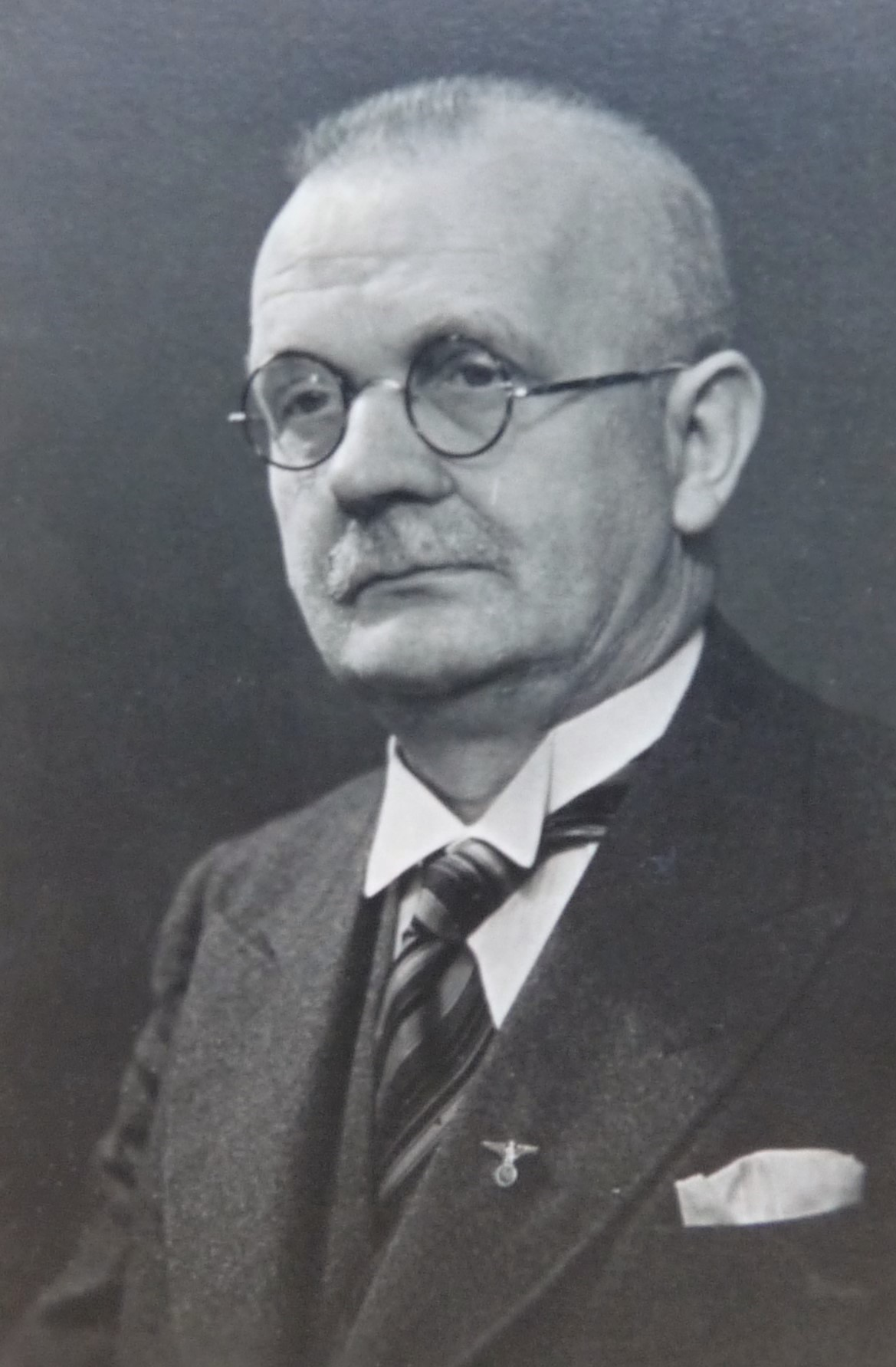
Paul Stanke (1932)

Paul Hermann Stanke (* 24. August 1875 in Charlottenburg; † 17. April 1948 in Berlin) war ein deutscher Architekt, der sich besonders mit der Planung und dem Bau elektrotechnischer Anlagen befasste.

## Leben und Ausbildung
Paul Stanke wurde am 24. August 1875 in Charlottenburg geboren und dort am 7. November 1875 in der evangelischen Luisenkirche getauft. Seine Eltern waren der Steinmetz>meister und spätere Marmorwarenfabrikant Carl Hermann Stanke (1846–1907) und dessen Ehefrau Bertha Stanke geb. Kietzmann (1846–1931). Er absolvierte zunächst eine Maurerlehre. Danach studierte er an der Höheren Technischen Lehranstalt Berlin Hoch- und Tiefbau und später an der Technischen Hochschule (Berlin-)Charlottenburg Architektur.

## Berufliche Laufbahn
Nach dem erfolgreichen Studienabschluss trat er seine erste Stelle bei der (königlich preußischen) Kreisbauinspektion Langenschwalbach (heute Bad Schwalbach) an. Danach war er bei der Stadt Berlin angestellt, aber nebenbei auch als freier Architekt tätig. Zu dieser Zeit war er bereits auf den Bau elektro-technischer Anlagen spezialisiert und bei der Errichtung des Berliner Amts- und Landgerichts als einer der baubeaufsichtigenden Architekten tätig.
Ab dem 1. Juli 1901 arbeitete bis 1909 für die Landesversicherungsanstalt Berlin, seine Aufgaben lagen in der Planung und Ausführung der Kraft-Wärme-Anlagen beim Bau der heute unter Denkmalschutz stehenden Beelitzer Heilstätten, mit einer damals neuartigen Form der Energie-Erzeugung (Kraft-Wärme-Kopplung).
Ab 1909 war er bis zu seiner Pensionierung 1936 bei der 1899 gegründeten Elektricitätswerk Südwest AG (ESA) (1938 in der BEWAG aufgegangen) als Leiter der Bauabteilung tätig. Von 1910 bis 1912 erbaute er das zweite Elektrizitätswerk der ESA in (Berlin-)Wilmersdorf; später, von 1926 bis 1929, trug er die Verantwortung für dessen Ausbau und Modernisierung. Weitere elektrotechnische Bauwerke in Berlin waren 1922 das Umspannwerk Münsterstraße und von 1926 bis 1929 das Umspannwerk Prinzregentenstraße. Das Umspannwerk Prinzregentenstraße und das Verwaltungs- und Werkstattgebäude am Tempelhofer Weg stehen unter Denkmalschutz.
Stankes Stil entwickelte sich in den 1920er Jahren im Sinn der klassischen Moderne, jedoch verwandte er abweichend Ziegel als Baumaterial.
Neben seiner Angestelltentätigkeit war er als freiberuflicher Sachverständiger und Gutachter tätig, ab 1904 für den Bezirk des Landgerichts Potsdam, ab 1925 für den Bezirk des Berliner Kammergerichts und ab 1908 für die Handwerkskammer Berlin, sowie ab 1924 für die Industrie- und Handelskammer Berlin.
Stanke war ab dem 8. Februar 1902 mit Johanna Schulz (* 10. August 1881; † 29. November  1949), verheiratet, sie hatten zwei Kinder. Er starb am 17. April 1948 in seiner Wohnung im Haus Rosenheimer Straße 12 in Berlin-Schöneberg an einem Schlaganfall. Beide Eheleute wurden auf dem Luisenstädtischen Friedhof begraben. Ein Enkel der beiden ist der Verwaltungsjurist und Schriftsteller Dietrich Oldenburg.